# Ludus (widowisko)
Ludus – (łac. - gra, widowisko):
- w starożytnym Rzymie zabawy, nawiązujące do greckich Dionizjów; w czasie których od 240 p.n.e. wystawiano sceny dramatyczne;
- nazwa utworu dramatycznego stosowana od średniowiecza do XVII w.